# Jean Haust

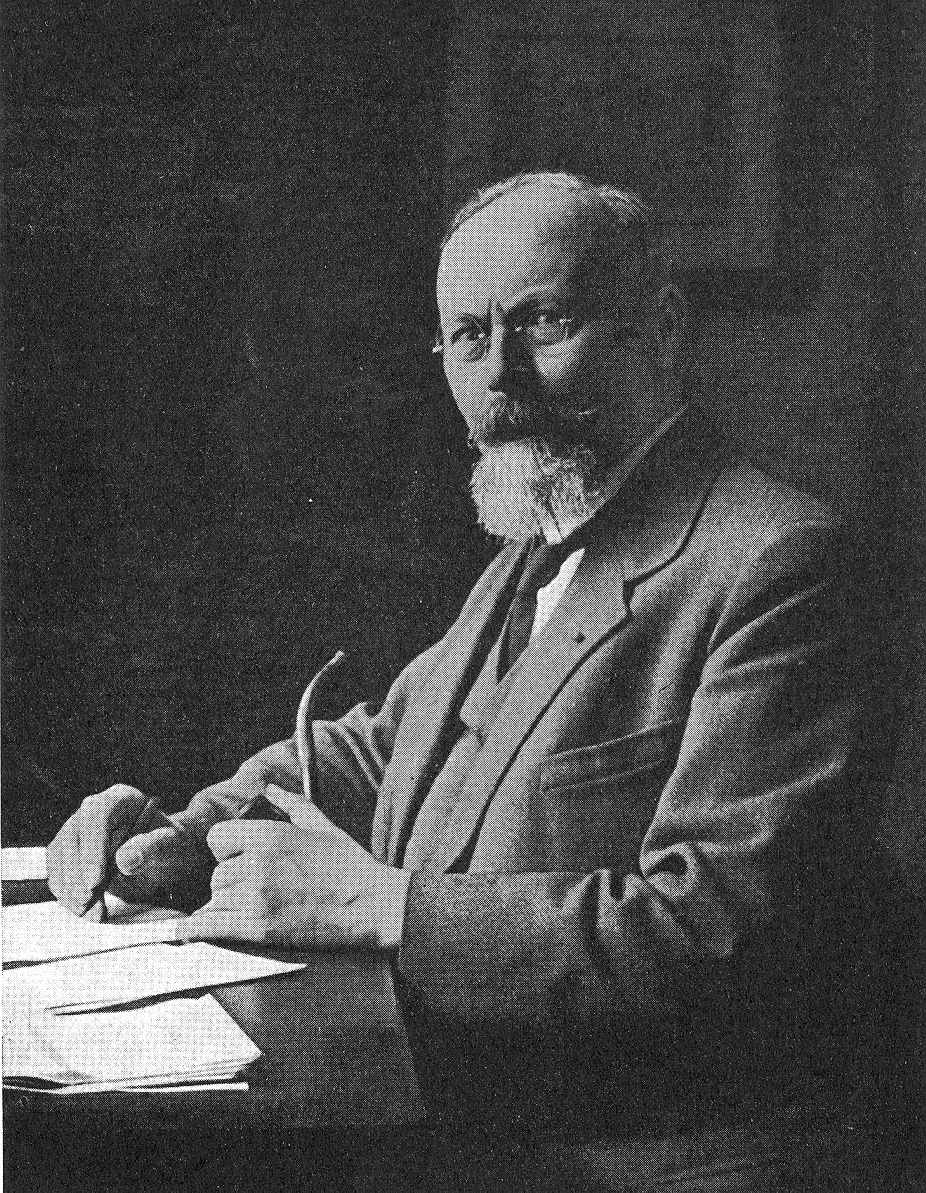
Jean Haust, um 1940

Jean Haust (* 10. Februar 1868 in Verviers; † 24. November 1946) war ein belgischer Romanist und Wallonist.

## Leben und Werk
Haust studierte in Lüttich bei Maurice Wilmotte und wurde 1889 Agrégé. Ab 1892 war er Lateinlehrer in Lüttich, ab 1897 Mitglied der Lütticher Gesellschaft für wallonische Literatur (später „Gesellschaft für wallonische Sprache und Literatur“), ab 1920 Mitglied der Académie royale de langue et de littérature françaises, ab 1921 wurde er abgestellt für die Erforschung der wallonischen Dialekte. Von 1932 bis 1938 war er ordentlicher Professor für Dialektologie an der Universität Lüttich (Nachfolger: Louis Remacle).

Haust arbeitete zuerst am Projekt eines Dictionnaire général de la langue wallonne, das sich als undurchführbar erwies. Ab 1924 sammelte er dann systematisch Daten für das große wissenschaftliche Vorhaben eines Sprachatlas des Wallonischen, der allerdings erst nach seinem Tod zu erscheinen begann: Atlas linguistique de la Wallonie. ALW (von den 20 geplanten Bänden sind erschienen: Bd. 1, 1953; 2, 1969; 3, 1955; 4, 1976; 5, 1991; 6, 2006; 8, 1994; 9, 1987; 15, 1997).

Haust engagierte sich in der Wallonischen Bewegung.

## Veröffentlichungen (Auswahl)
- als Hrsg.: Le Dialecte liégeois au XVIIe siècle. Les trois plus anciens textes (1620–1630), édition critique, avec commentaire et glossaire. Lüttich 1921; Paris 1979.
- Étymologies wallonnes et françaises. Lüttich 1923 (Prix Volney des Institut de France).
- La Houillerie liégeoise. Vocabulaire philologique et technologique de l’usage moderne dans le bassin de Seraing-Jemeppe-Flémalle. Unter Mitwirkung von Georges Massart und Joseph Sacré. 2 Bände. Lüttich 1925–1926.
- Dictionnaire des rimes ou vocabulaire liégeois-français groupant les mots d’après leur prononciation finale. Lüttich 1927.
- Dictionnaire liégeois. 2 Bände. Lüttich 1929–1933.
- Le Toponyme ardennais fa (fè, fwè). Brüssel 1937.
- Enquête dialectale sur la toponymie wallonne. Lüttich 1940–1941.
- als Hrsg.: Médicinaire liégeois du XIIIe siècle et médicinaire namurois du XVe (mss. 815 et 2769 de Darmstadt). Brüssel/Lüttich 1941 (= Académie royale de langue et littérature française de Belgique, textes anciens. Band 4).
- Dictionnaire français-liégeois. Postum hrsg. von Elisée Legros. Lüttich 1948; 2006.